# Taloda
Taloda är en ort i Indien.   Den ligger i distriktet Nandurbar och delstaten Maharashtra, i den centrala delen av landet, 800 km söder om huvudstaden New Delhi. Taloda ligger 126 meter över havet och antalet invånare är 26 293.
Terrängen runt Taloda är platt, och sluttar söderut. Runt Taloda är det ganska tätbefolkat, med 214 invånare per kvadratkilometer. Det finns inga andra samhällen i närheten. Omgivningarna runt Taloda är en mosaik av jordbruksmark och naturlig växtlighet.